# Christian Gotthelf Reuther
Christian Gotthelf Reuther (* 1. Februar 1742 in Ehrenfriedersdorf; † 24. Oktober 1795 in Pirna) war ein deutscher Zimmermann und Baumeister im sächsischen Barock.

## Leben und Werk
Reuther wurde in Ehrenfriedersdorf geboren und besuchte vermutlich hier die seit 1691 bestehende Knabenschule. Über seine Lehr- und Wanderjahre zur Erlernung des Zimmererhandwerkes sind keine Fakten bekannt. Nach Ende des Siebenjährigen Krieges 1763 arbeitete er in Dresden, hielt aber Kontakt mit seinem Geburtsort, was durch seine Heirat am 25. Oktober 1767 mit der Ehrenfriedersdorfer Bergmannstochter Johanna Elisabeth Arnold dokumentiert ist.
Seit 1769 lebte Reuther in Kreischa bei Dresden. Von 1774 bis 1777 hielt er sich nachweislich in Reichstädt bei Dippoldiswalde auf und beseitigte wohl die Schäden im Rittergut mit Wasserschloss der Familie des Generalpostmeisters Adam Rudolph von Schönberg. 1775 übernahm Reuther die Arbeiten am neuen Badhaus in Bad Einsiedel bei Seiffen.
1776 begannen unter seiner Leitung die Arbeiten an der Rundkirche Seiffen, die das Gebäude eines Pferdegöpels nachempfindet. Am 7. November 1779 wurde die Kirche geweiht. Das nächste bedeutende Werk, an dem Reuther nachweislich zusammen mit dem Maurermeister Johann Daniel Kaiser beteiligt gewesen war, ist die Kirche zu Lohmen bei Pirna. Der Gipfel seiner beruflichen Bahn und seines Lebens war die Berufung zum Amts- und Rathszimmermeister der Stadt Pirna im Jahre 1787.